# Flush (программа)
Flush — BitTorrent-клиент для Linux, основанный на GTK+, обладающий широкой функциональностью и возможностями гибкой настройки. Использует свободную библиотеку libtorrent.